# Nabil Qaouk
Nabil Qaouk (en arabe : نبيل قاووق), né le 20 mai 1964 à Ebba (Nabatieh, Liban) et mort le 28 septembre 2024 à Dahieh (Liban), est un membre suppléant du conseil exécutif du Hezbollah.

## Biographie

### Éducation
Nabil Qaouk a étudié la religion à Qom (Iran) et a également suivi une formation militaire en Iran.

### Carrière au Hezbollah
Nabil Qaouk est le haut responsable du sud du Liban pour le Hezbollah,,,,. De plus, il est commandant du Hezbollah et porte le titre de général.
Il est également chef adjoint du conseil exécutif du Hezbollah et commandant de l’unité de sécurité interne en date de 2024[réf. non conforme].

### Mort
Les bureaux de Nabil Qaouk à Tyr ont été touchés par l'armée de l'air israélienne pendant la guerre du Liban en juillet 2006.
Il est tué par une frappe israélienne, le 28 septembre 2024 dans la banlieue sud de Beyrouth.

### Vie privée
Nabil Qaouk est marié et a six enfants.